# Detention (2019)
Detention (Chinesisch: Hanyu Pinyin fǎnxiào, chinesisch 返校) ist ein taiwanischer Horrorfilm aus dem Jahr 2019, der auf dem populären, gleichnamigen Computerspiel basiert, das von Red Candle Games entwickelt wurde. Der Film spielt 1962 während der Zeit des Weißen Terrors in Taiwan. Zwei Schüler sind nachts in ihrer am Hang gelegenen Oberschule gefangen. Bei dem Versuch zu fliehen und ihren vermissten Lehrer zu finden, treffen sie auf Geister und die dunkle Wahrheit ihres Schicksals.
Der Film wurde aufgrund eines Regierungsbeschlusses nicht auf dem chinesischen Festland veröffentlicht, feierte aber in Taiwan, Hongkong, Singapur, Malaysia, Indonesien und Südkorea große Kassenerfolge. Der Film wurde auch in der offiziellen Sektion des International Film Festival Rotterdam 2020 ausgewählt.

## Handlung
1962 gilt in Taiwan weiterhin das Kriegsrecht. Da man sich mit dem Festland offiziell im Kriegszustand befindet, ist kommunistische und linksgerichtete Literatur verboten. Das lesen dieser kann mit dem Tod bestraft werden. Diese Verfolgung wird als der „Weiße Terror“ bezeichnet.
Die Schüler der Greenwood Highschool werden vor Schulbeginn von Inspektor Bai überwacht. Als diesem der junge Sheng auffällt und Bai dessen Tasche überprüfen will, kommt Wei ihm zur Hilfe und kann Bai ablenken. Kurz darauf befindet sich die Schülerin Fang Ray-shin alleine in der Schule. Sie scheint eingeschlafen zu sein. Plötzlich sieht sie ihren Lehrer, Herrn Chang. Doch dieser reagiert nicht auf sie und verschwindet. Auf der Suche nach ihm stößt sie auf den Schüler Wei Chung-ting. Wei weiß auch nicht was los ist. Aber er hat ein schlechtes Gefühl und möchte seine Buchgruppe finden. Er will den Lagerraum aufsuchen, doch Ray-shin insistiert, Chang zu suchen. Daraufhin erzählt Wei ihr, dass Chang Mitglied der Lesegruppe ist, die sich heimlich im Lagerraum trifft. Als er den Schlüssel holen will, ist dort der Hausmeister, der grübelt, warum man ihm das angetan hat, obwohl er stets ein treuer Staatsbürger war. Er habe ihnen doch nur den Schlüssel gegeben. Er greift Wei plötzlich an, der noch rechtzeitig den Schlüssel an sich nehmen kann. Wei und Ray rennen und verstecken sich, als sie plötzlich aus dem Schrank sehen, wie ein Monster den Hausmeister tötet.
Sie machen sich auf dem Weg zum Lagerraum, doch finden dort nichts. Als Nächstes will Wei ein weiteres Versteck im Keller aufsuchen. Dort sind fast alle Mitglieder des Clubs anwesend. Doch Chang ist nicht da. Frau Yin fragt Wei plötzlich, warum er die Verräterin mitgebracht habe. Alle Anwesenden im Raum außer Ray und Wei verschwinden. Wei konfrontiert sie, warum Frau Yin sie als Verräterin bezeichnete. Sie rennt weg und Wei will ihr folgen. Doch sie ist zu schnell und beide scheinen sich zu erinnern.
Die Lehrer Chang und Yin leiteten einen geheimen Literaturclub, in dem verbotene Werke gelesen wurde. Nur eine Handvoll Schüler war Mitglied. Ein anderer Lehrer wurde untersucht. Bei diesem wurden verbotene Werke gefunden. Deshalb sind alle nervös und glauben nicht, dass sie den Club weiterführen können. Doch sie haben einen Plan, in dem nicht mehr Frau Lin, sondern die Schüler die Bücher holen. Doch eines Tages stößt Wei auf dem Gang mit Ray zusammen und ihre Bücher und Hefte liegen verstreut auf dem Boden. Der Musterschülerin Ray fällt dabei auch ein Buch mit Gedichten auf, auf dem der Name Yin Tsui-han steht. Wei fragt sie, ob sie etwas sagen werde, doch Ray erwidert, sie habe nur ein gewöhnliches Musikheft gesehen.
In Rays Rückblick trifft sie immer wieder den Lehrer Chang Ming-hui. Sie zeigt ihm ein Lied. Sie will sich immer wieder mit ihm treffen. Eines Tages beobachtet sie, wie Frau Yin ihm sagt, es sei gefährlich sich mit Fang Ray-shin zu treffen, da sie eine Schülerin ist. Außerdem sei ihr Vater ein hochrangiges Parteimitglied. Er müsse sich zwischen ihr und dem Club entscheiden. Ray rennt davon. Kurz darauf sagt Chang ihr, dass sie sich nicht mehr treffen sollten. Ray wird wütend und gibt ihm die Kette zurück, die er ihr einst gab. Zu Hause hat Ray-shin Probleme. Ihre Mutter verriet ihren Vater an die Partei und entblößte dessen Korruption. Sie möchte ihn allerdings wieder haben.
Zurück in der Schule befreit Wei seinen Freund Sheng aus dem Schrank. Dieser sagt, er habe niemanden was erzählt. Wei fragt ihn, wovon er spreche. Worauf er sich wieder erinnert. Ray-shin wollte eines der Bücher von ihnen haben. Sheng war dran, das Buch zu holen. Doch Wei tauschte und sagte Sheng, er solle es niemanden sagen. Wei gab das Buch an Ray-shin. Diese wiederum gab es an Inspektor Bai um ihren Vater zurückzubekommen und in der Hoffnung, dass Frau Yin der Schule verwiesen wird. Bai und ihr Vater sind gute Freunde.
Allerdings wusste Ray nicht, dass man alle hinrichten würde und das Lehrer Chang Mitglied dieses Buchclubs war. So muss sie mit der Schuld leben, für den Tod ihres Geliebten und anderer Schüler verantwortlich zu sein. In einer Art traum trifft sie Chang, der sagt, es sei nicht ihre Schuld und eines Tages würden es wieder Freiheit geben und Menschen, die diese auskosten können. Sie solle Wei helfen. Sie kann mit Wei entkommen und hilft ihm über das Schultor. Doch sie selbst bleibt zurück.

## Produktion
Die Filmproduktionsrechte wurden am 21. Juni 2017 von 1 Production Film Co. von Red Candle Games erworben. Der erste Filmtrailer wurde am 19. Juni 2019 veröffentlicht. Das Budget des Films betrug rund 95 Millionen NT$. Die Geschichte und das Spiel sind von wahren Begebenheiten inspiriert, insbesondere dem Vorfall an der Keelung Senior High School 1947. Ein Teil der Dreharbeiten fand in Kaohsiung statt. Die Filmmusik wurde von einem Live-Orchester mit vierzig Instrumentalisten eingespielt.

## Auszeichnungen und Nominierungen
| Jahr | Auszeichnung              | Kategorie                              | Nominierter                            | Ergebnis  |
| ---- | ------------------------- | -------------------------------------- | -------------------------------------- | --------- |
| 2019 | 56. Golden Horse Awards   | Best New Director                      | John Hsu                               | Gewonnen  |
| 2019 | 56. Golden Horse Awards   | Best Adapted Screenplay                | John Hsu, Fu Kai-ling, Chien Shih-keng | Gewonnen  |
| 2019 | 56. Golden Horse Awards   | Best Visual Effects                    | Renovatio Pictures, Tomi Kuo           | Gewonnen  |
| 2019 | 56. Golden Horse Awards   | Best Art Direction                     | Wang Chih-cheng                        | Gewonnen  |
| 2019 | 56. Golden Horse Awards   | Best Original Film Song                | „The Day After Rain“                   | Gewonnen  |
| 2019 | 56. Golden Horse Awards   | Best Feature Film                      | Detention                              | Nominiert |
| 2019 | 56. Golden Horse Awards   | Best Leading Actress                   | Gingle Wang                            | Nominiert |
| 2019 | 56. Golden Horse Awards   | Best New Performer                     | Tseng Ching-hua                        | Nominiert |
| 2019 | 56. Golden Horse Awards   | Best Action Choreography               | Jimmy Hung                             | Nominiert |
| 2019 | 56. Golden Horse Awards   | Best Film Editing                      | Shieh Meng-ju                          | Nominiert |
| 2019 | 56. Golden Horse Awards   | Best Sound Effects                     | Dennis Tsao, Book Chien                | Nominiert |
| 2019 | 56. Golden Horse Awards   | Best Original Film Score               | Lu Luming                              | Nominiert |
| 2020 | 39. Hong Kong Film Awards | Best Film from Mainland and Taiwan     | Detention                              | Nominiert |
| 2020 | 2020 Fantasporto          | Special Award - Orient Express Section | Detention                              | Gewonnen  |
| 2020 | 2020 Taipei Film Awards   | Grand Prize                            | Detention                              | Gewonnen  |
| 2020 | 2020 Taipei Film Awards   | Best Narrative Feature                 | Detention                              | Gewonnen  |
| 2020 | 2020 Taipei Film Awards   | Best Actress                           | Gingle Wang                            | Gewonnen  |
| 2020 | 2020 Taipei Film Awards   | Best Art Design                        | Wang Chih-cheng                        | Gewonnen  |
| 2020 | 2020 Taipei Film Awards   | Best Visual Effects                    | Tomi Kuo                               | Gewonnen  |
| 2020 | 2020 Taipei Film Awards   | Best Sound Design                      | Dennis Tsao, Book Chien                | Gewonnen  |
| 2020 | 14. Asian Film Awards     | Best Visual Effects                    | Tomi Kijo, Renovatio Pictures          | Gewonnen  |
| 2020 | 14. Asian Film Awards     | Best New Director                      | John Hsu                               | Nominiert |

## Rezeption
Detention erhielt überwiegend positive Kritiken und lief erfolgreich auf zahlreichen internationalen Filmfestivals.
Nach Jessica Kiang von der Variety wurde die Zeit des Weißen Terrors in Taiwan filmisch bislang kaum behandelt. Regisseur John Hsu wählte dafür eine ambitionierte Mischung der Genres „Spukhaus, Monsterfilm, Liebesgeschichte, Historie und einen Aufruf zur Erinnerung an eine Epoche, die viele am liebsten vergessen würden“. Kiang beschrieb den Film als generell fesselnd und unterhaltsam, stellte jedoch Probleme mit der Erzählung fest und verwies auf „einen Hauch von Sexismus in der Behandlung des naiven, eifersüchtigen Schulmädchens Fang, während die der Lehrer-Schüler-Liebesbeziehung zugrunde liegende Widerwärtigkeit weitgehend unerwähnt bleibt.“
Eine Rezension in der Taipei Times beschrieb den Film als „ansprechend … gruselig, aber nicht ausgesprochen furchterregend.“ Verglichen mit dem Videospiel meinte Han Cheung, dass einem der Film „vereinfacht“ vorkomme, und dass er die Kulisse des Weißen Terrors überbetone, ohne sich auf den politischen Hintergrund der Zeit zu konzentrieren. Regisseur John Hsu erklärte, dass der Film ein jüngeres Publikum anzog, als er erwartet hatte.
Detention spielte drei Tage nach der Premiere in Taiwan 67,7 Millionen NT$ ein und war somit der dritterfolgreichste Film hinter dem Zweiteiler Warriors of the Rainbow: Seediq Bale. Der Film gilt als der umsatzstärkste taiwanesische Film des Jahres 2019 und wurde außerdem zu einem der fünf umsatzstärksten taiwanesischen Filme der letzten zehn Jahre.
Nach einem Boykott der 56. Golden Horse Awards durch chinesische Filmemacher erhielt Detention zwölf Preisnominierungen; die meisten von allen Filmen in diesem Jahr. Aufgrund der brisanten Handlung der Geschichte ist der Film in China jedoch verboten, und die Erwähnung des Films wird von allen Websites auf dem chinesischen Festland gestrichen. In den Nominierungsberichten der chinesischen Medien über von Golden Horse wird der Film als „xx“ bezeichnet. In Hongkong wurde das Erscheinungsdatum auf Dezember verschoben, um eine Verbindung zu den anhaltenden Protesten in Hongkong zu vermeiden. Der Film wurde am 5. Dezember 2019 in Hongkong in begrenzter Form in die Kinos gebracht. Der Film spielte an den Kinokassen in Hongkong mehr als 11 Millionen HK$ ein, was für einen Film mit begrenzter Freigabe ein sehr erfolgreiches Ergebnis war.